# Test hamowania deksametazonem
Test hamowania deksametazonem (ang. dexamethasone supression test, DST) – test biochemiczny mający zastosowanie w ustalaniu etiologii hiperkortyzolemii, polegający na podaniu pacjentowi dawki deksametazonu i późniejszym oznaczaniu 17-hydroksyketosterydów w moczu i kortyzolu w surowicy. 
Wyróżniamy test hamowania małą dawką deksametazonu i test hamowania dużą dawką, przeprowadzany w dwóch wariantach.

## Test hamowania małą dawką deksametazonu
Krótki test hamowania małą dawką deksametazonu (ang. Low-Dose Dexamethasone Suppression Test, LDDST, tzw. nocny): podaje się 0,5–2 mg deksametazonu (zazwyczaj 1 mg) doustnie między 23:00 a 24:00, a następnie oznacza się kortyzol w surowicy krwi na czczo o 8:00-9:00 nazajutrz rano. 
Prawidłowy wynik to kortyzol < 50 nmol/l (< 1,8 μg/dl), taka wartość kortyzolemii wyklucza zespół Cushinga. 
Wynik nieprawidłowy świadczy o patologicznej hiperkortyzolemii, nie lokalizując jednak jej źródła – zespół Cushinga, choroba Cushinga czy ektopowe wydzielanie ACTH. Swoistość jest stosunkowo mała, za wyniki fałszywie dodatnie mogą odpowiadać ostre i przewlekłe choroby w których podwyższony jest poziom transkortyny, upośledzenie wchłaniania deksametazonu i przyjmowanie leków, mogących upośledzać metabolizm deksametazonu (barbiturany, fenytoina, karbamazepina, rifampicyna, meprobamat, aminoglutetymid, metakwalon).

## Klasyczny test hamowania dużą dawką deksametazonu
Badanie trwa 4 dni. W klasycznym teście hamowania dużą dawką deksametazonu podaje się 0,5 mg deksametazonu doustnie co 6 godzin do 8 dawek łącznie (czyli 4 mg przez 48 godzin) w 3. i 4. dniu badania. Oznacza się:
- stężenie wolnego kortyzolu w dobowej zbiórce moczu przed rozpoczęciem testu (w 1. dobie) oraz w 2. i 4. dobie testu (zmniejszenie stężenia kortyzolu > 50% jest wynikiem prawidłowym), i (lub)
- stężenie kortyzolu w surowicy krwi rano przed rozpoczęciem testu oraz rano po podaniu ostatniej dawki deksametazonu (zmniejszenie stężenia kortyzolu < 50 nmol/l jest wynikiem prawidłowym).

Interpretacja testu tak jak krótkiego testu hamowania małą dawką deksametazonu. W dobowej zbiórce moczu zamiast wolnego kortyzolu można oznaczać 17-hydroksyketosterydy.

## Test hamowania dużą dawką deksametazonu
Test hamowania dużą dawką deksametazonu (ang. High-Dose Dexamethasone Suppression Test, HDDST) – standardowo podaje się doustnie 8 mg deksametazonu w dawkach 2 mg co 6 godzin przez 2 doby. Ocenia się wydalanie wolnego kortyzolu w dobowej zbiórce moczu wyjściowo i w 2. dniu podawania. Zmniejszenie wydalania kortyzolu z moczem lub obniżenie kortyzolemii w osoczu wskazuje na ośrodkową przyczynę choroby (choroba Cushinga, nadprodukcja ACTH przez przysadkę). Brak hamowania wydzielania kortyzolu świadczy o zespole Cushinga (nadnerczowe pochodzenie hiperkortyzolemii) lub ektopowym źródle ACTH. Żaden z testów hamowania deksametazonem nie pozwala na ostateczne zróżnicowanie dwóch ACTH-zależnych przyczyn hiperkortyzolemii. Różnicowanie takie można przeprowadzić wykonując test z CRH.

## Interpretacja łączna testów
- brak hamowania kortyzolu w LDDST i hamowanie kortyzolu w HDDST = choroba Cushinga (ACTH-zależny zespół Cushinga)
- brak hamowania kortyzolu w LDDST i w HDDST = zespół Cushinga (ACTH-niezależny zespół Cushinga, patologiczna hiperkortyzolemia pochodzenia nadnerczowego) lub ektopowe wydzielanie ACTH